# 梅奈海峡

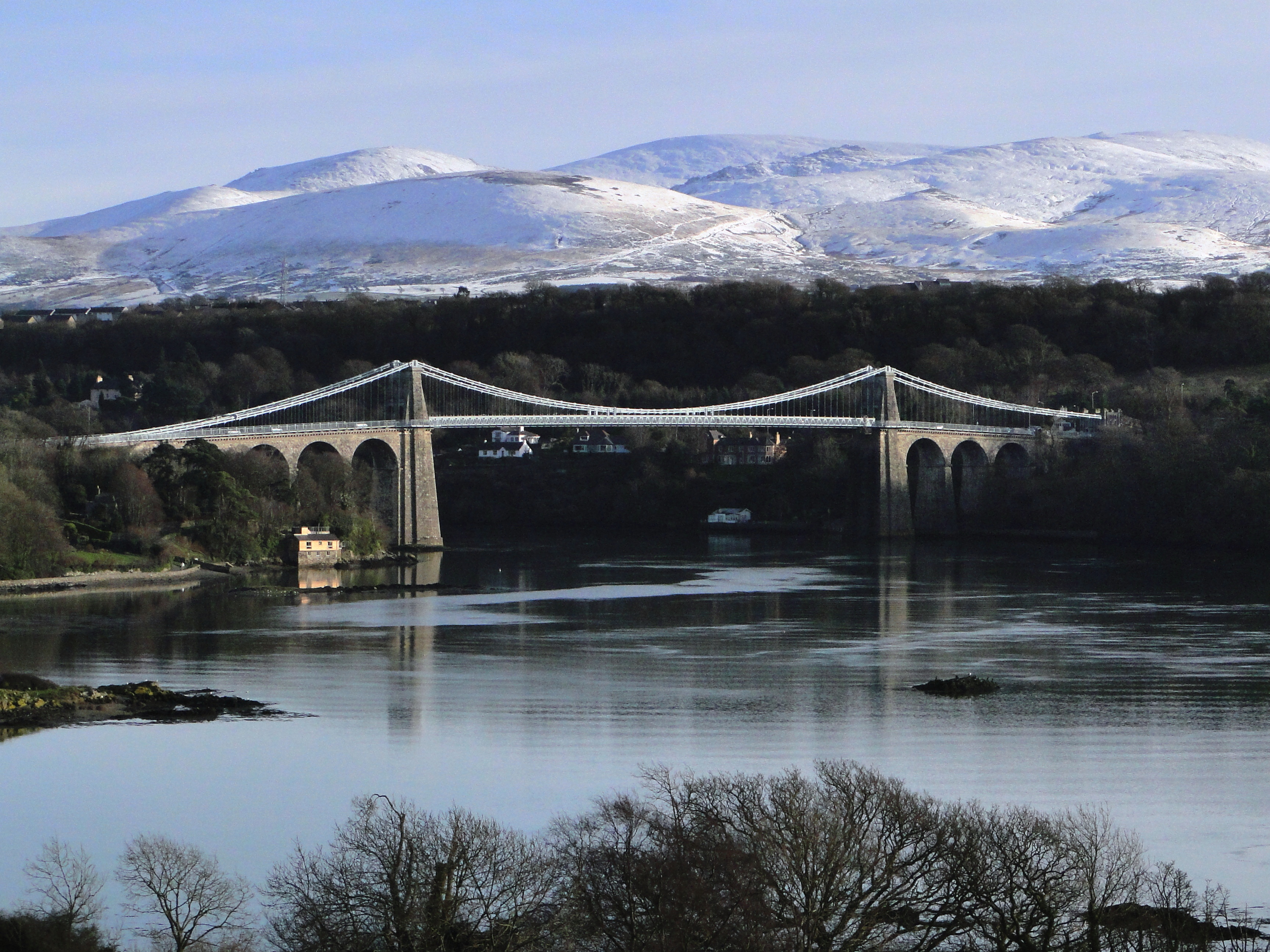

梅奈海峡（英語：Menai Strait）位于英国西部，大不列颠岛与安格尔西岛之间，从北部的博马里斯至 Abermenai Point 全长24公里，宽3～0.18公里。原为山谷，在冰河后期沉降为今天的海峡。

## 桥梁
19世纪先后建立了两座跨越海峡的大桥：托马斯·特尔福德设计的梅奈悬索桥（1827年）和布列坦尼亚桥（1849年）。两桥至今仍是伦敦通往霍利黑德的重要交通线。